# Patrice Cormier
Patrice Victor Cormier, född 14 juni 1990, är en kanadensisk professionell ishockeyspelare som spelar för Winnipeg Jets i NHL. Han har tidigare representerat Atlanta Thrashers.
Cormier draftades i andra rundan i 2008 års draft av New Jersey Devils som 54:e spelare totalt.